# Epizooti

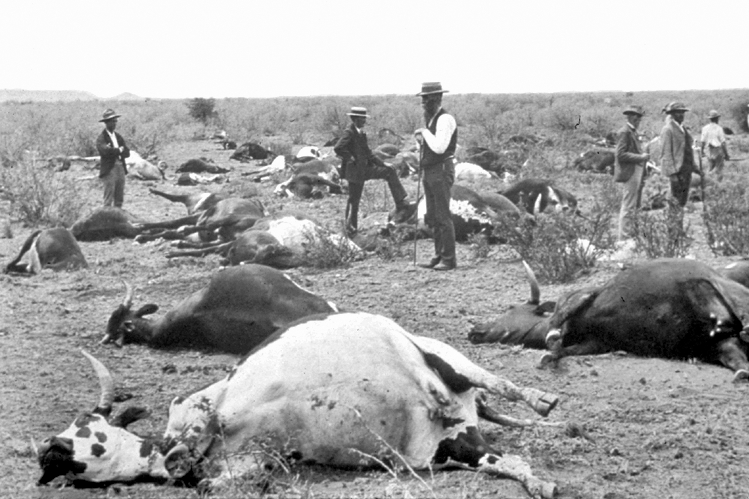
Epizooti (1896)

Epizooti är en utbredd smittspridning av en allvarlig, smittsam djursjukdom. Läran om sådana sjukdomar och deras utbredning kallas epizootiologi.
Bestämmelser om bekämpande av dessa sjukdomar i Sverige ges i Epizootilagen (SFS 1999:657) och dess förordning (SFS 1999:659). De epizootiska sjukdomarna anges i Jordbruksverkets föreskrifter.
Några av de allvarligaste epizootisjukdomarna är  mul- och klövsjuka, fågelinfluensa, svinpest, mjältbrand och rabies.